# Hannah Buckling
Hannah Buckling (Sydney, 3 de junho de 1992) é uma jogadora de polo aquático australiana.

## Carreira
Buckling fez parte da equipe da Austrália que finalizou na sexta colocação nos Jogos Olímpicos de 2016, no Rio de Janeiro.